# Kinesisk opera
Kinesisk opera är en form av drama, på kinesiska vanligen kallad xi (戏), "teater"/"föreställning" eller xiqu (戏曲), "teatervisor", som blandar sång, musik, teater och akrobatik. Kinesisk opera har rötter tillbaka i den kinesiska forntiden men som den spelas idag stammar den från Ming- och Qingdynastiernas dagar. En stor mängd regionala och lokala operaformer förekommer.